# 蒙特弗蘭
蒙特弗蘭（荷蘭語：Montferland）是荷蘭的一個市镇，位於海爾德蘭省。蒙特弗蘭設立於2005年1月1日，是由贝赫（Bergh）和迪丹（Didam）兩個市镇合併而成。當地有迪丹教堂等景點。

## 外部連結
- 维基共享资源上的相關多媒體資源：蒙特弗蘭
- Official website （页面存档备份，存于）